# Summer (film 2018)
Summer (in russo Лето?, Leto) è un film del 2018 diretto e co-sceneggiato da Kirill Serebrennikov, basato sul periodo giovanile del cantante rock russo Viktor Coj.
È stato presentato in concorso al 71º Festival di Cannes.

## Trama
Nella scena musicale della Leningrado dei primi anni ottanta, il giovane Viktor Coj fa la conoscenza del cantautore Mike Naumenko e di sua moglie Natal'ja, con i quali condivide la passione per la musica rock occidentale, invisa alla censura sovietica; le loro vicende sentimentali e artistiche si intrecceranno con quelle del Leningradskij rok-klub, con la formazione del gruppo dei Kino e l'incisione del loro primo album, 45.

## Produzione
Per interpretare Viktor Coj è stato scelto l'attore tedesco di origini coreane Teo Yoo. Non sapendo parlare russo, Yoo è stato doppiato nel film dal cantante russo Denis Klyaver per quanto riguarda il parlato e da Petr Pogodaev nell'esecuzione dei brani.
Le riprese del film sono cominciate nel luglio del 2017 a San Pietroburgo e sono continuate fino alla fine di agosto, quando il regista Kirill Serebrennikov è stato arrestato dalle autorità russe con l'accusa di frode fiscale e posto agli arresti domiciliari nella sua abitazione a Mosca.
La produzione del film è terminata nel febbraio 2018, mentre il regista supervisionava il montaggio attraverso il suo computer personale, privo di una connessione internet, e le scene rimaste incompiute venivano girate dalla troupe utilizzando note e appunti lasciati del regista.

## Distribuzione
Il film è stato presentato in anteprima il 9 maggio 2018 al 71º Festival di Cannes, dove ha concorso per la Palma d'oro. È stato distribuito nelle sale cinematografiche russe a partire dal 7 giugno dello stesso anno, a cura di Sony Pictures, e in quelle francesi dal 5 dicembre 2018 a cura di BAC Films. In Italia, il film è stato distribuito a partire dal 15 novembre 2018 da I Wonder Pictures.

## Riconoscimenti
- 2018 - Festival di Cannes[13]
  - Cannes Soundtrack Award a Roman Bilyk e German Osipov
  - In competizione per la Palma d'oro